# Seion Darrell
Seion Darrell (sinh ngày ngày 16 tháng 1 năm 1986) là một cầu thủ bóng đá người Bermuda hiện tại thi đấu cho local side Dandy Town Hornets.

## Sự nghiệp câu lạc bộ
Darrell từng thi đấu cho Bermuda Hogges ở USL Second Division  từ năm 2007; anh vẫn ở lại đội bóng khi Hogges xuống hạng USL Premier Development League năm 2010. Anh cũng từng có khoảng thời gian thi đấu ở CBU Capers.

## Sự nghiệp quốc tế
Anh có màn ra mắt cho Bermuda vào tháng 5 năm 2005 trong trận giao hữu trước Trinidad và Tobago và có tổng cộng 12 lần ra sân, không có bàn thắng. Anh từng đại diện quốc gia trong 4 trận tại Vòng loại giải vô địch bóng đá thế giới. Darrell có mặt trong chiến thắng 3-1 của Bermuda trước Quần đảo Cayman ngày 30 tháng 3 năm 2008 in qualifying for the 2010 FIFA World Cup.
Trận đấu quốc tế cuối cùng của anh là vào tháng 9 năm 2012 trong trận đấu vòng loại Cúp Vàng CONCACAF trước Puerto Rico.